# Кызыл-Октябрь (Карачаево-Черкесия)
Кызыл-Октябрь (карач.-балк. Къызыл-Октябрь) — аул в Зеленчукском районе Карачаево-Черкесии Российской Федерации. Образует Кызыл-Октябрьское сельское поселение.

## География
Расположен в 15 км к востоку от райцентра — станицы Зеленчукская.
Осевая улица — Алиева.

## История
В 1957 году указом Президиума Верховного Совета РСФСР село Красный Октябрь переименовано в аул Кызыл-Октябрь.

## Население
| 2002  | 2010  | 2012  | 2013  | 2014  | 2015  | 2016  |
| ----- | ----- | ----- | ----- | ----- | ----- | ----- |
| 3587  | ↘3515 | ↘3479 | ↘3466 | ↘3375 | ↘3339 | ↘3333 |
| 2017  | 2018  | 2019  | 2020  | 2021  | 2023  | 2024  |
| ↘3303 | ↘3295 | ↗3324 | ↘3320 | ↗3791 | ↘3759 | ↘3720 |
| 2025  |       |       |       |       |       |       |
| ↗3725 |       |       |       |       |       |       |

## Известные уроженцы, жители
- Биджиев, Солтан-Хамид Локманович (1919—1995) — советский военный лётчик. Герой Российской Федерации (1995, посмертно). После выхода на пенсию С. Л. Биджиев жил в ауле Красный Октябрь (ныне аул Кызыл-Октябрь) до своей кончины в августе 1995 года.

## Инфраструктура
Личное подсобное хозяйство с зоной сельскохозяйственного использования, индивидуальная застройка усадебного типа.
Начальная школа. Средняя общеобразовательная школа. Кызылоктябрьская участковая больница

## Памятные места, достопримечательности
Павшим аульчанам в годы Великой Отечественной войны

## Транспорт
Кызыл-Октябрь доступен автотранспортом. Автобусное сообщение с райцентром.